# Hesperaloe
Hesperaloe és un gènere de plantes perennes classificades en la família de les Agavàcies. Les plantes tenen llargues i estretes fulles que es produeixen en una roseta basal i les flors que neixen en llargs raïms. Les espècies són natives de les zones àrides de Texas i Mèxic i algunes espècies es cultiven com a planta ornamental.

## Taxonomia
- Hesperaloe campanulata G. Starr
- Hesperaloe funifera (K. Koch) Trel.
- Hesperaloe nocturna Gentry
- Hesperaloe parviflora (Torr.) J.M. Coult.
- Hesperaloe tenufolia G. Starr